# (4015) Вильсон — Харрингтон
(4015) Вильсон — Харрингтон (англ. Wilson–Harrington) — околоземный объект из группы аполлонов, также известный как комета 107P/Вильсона — Харрингтона. Впервые наблюдался 19 ноября 1949 года американскими астрономами Албертом Уилсоном и Робертом Харрингтоном с помощью 122-сантиметрового телескопа Шмидта в Паломарской обсерватории. На момент обнаружения он находился в созвездии Пегаса и был идентифицирован как комета 16,0 m звёздной величины и хвостом длиной не менее 1 ° градуса. Поэтому он получил название в соответствии правилами наименования комет, то есть был назван в честь своих первооткрывателей. 

Орбита астероида Вильсон — Харрингтон и его положение в Солнечной системе

## История наблюдений
В 1949 году удалось получить лишь два дополнительных изображения кометы, — 22 и 25 ноября, что было явно недостаточно для расчёта орбиты. Хотя такие попытки и предпринимались, но даже сами авторы расчётов признавали, что их неопределённость может достигать двух лет. В таких условиях обнаружить комету повторно можно было лишь случайно, что и произошло, но лишь спустя 30 лет. 
15 ноября 1979 года американским астрономом Элеанор Хелин с помощью 0,46-метрового телескопа Шмидта в той же Паломарской обсерватории был открыт быстро движущийся астероид 11,0 m звёздной величины в созвездии Рыб. Он получил временное обозначение 1979 VA, затем подтверждён 20 декабря 1988 года и зарегистрирован в каталоге астероидов под постоянным номером 4015. К тому времени было получено вполне достаточно данных для точного определения орбиты тела, а анализ фотопластинок 1949 года, выполненный Эдвардом Боуэллом, позволил Брайану Марсдену к 13 августа 1992 года связать обнаруженную тогда комету с вновь открытым астероидом.
Отныне по документам Центра малых планет, первооткрывателем астероида считается Элеанор Хелен, а датой открытия — 1979 год; но, отдавая дань уважения учёным, первыми наблюдавшими это тело, решено было не придумывать для него новое название, а оставить в качестве такового имена первооткрывателей. Таким образом, теперь астероид значится в каталогах как (4015) Вильсон — Харрингтон, что, кстати говоря, является самым длинным названием среди всех именованных астероидов (18 символов).
На снимках 1949 года действительно заметно проявление данным телом кометной активности, хотя с другой стороны, на снимках 1979 и последующих лет она полностью отсутствуют. Вероятно, это объясняется тем, что астероид является ничем иным, как выродившейся кометой, — особым классом комет, исчерпавшим свой запас легко испаряющихся веществ (газов и льда). Но в случае с данной кометой она очевидно изредка всё же подвергается вспышкам яркости. Значительный эксцентриситет (0,623), позволяющий ей вплотную подходить к орбите Земли и удаляться далеко за орбиту Марса, что действительно характерно скорее для комет, чем для астероидов. Впрочем, существует немало астероидов с ещё большими значениями эксцентриситета, чей статус астероида никогда не подвергался сомнению.
Помимо данного тела подобный двойной статус (одновременно и кометы, и астероида) имеют ещё семь объектов: (2060) Хирон (95P/Chiron), (7968) Эльст — Писарро (133P/Elst–Pizarro), (60558) Эхекл (174P/Echeclus), (323137) 2003 BM80 (282P/2003 BM80), (300163) 2006 VW139 (288P/2006 VW139), (457175) 2008 GO98 (362P/2008 GO98) и (118401) LINEAR (176P/LINEAR).

## Сближения с планетами
В XX веке комета целых шесть раз оказывалась рядом с Землёй, порой подходя к ней всего на несколько млн км и ещё столько же сближений ожидается в XXI веке. С Марсом комета сближалась дважды на рубеже XX и XXI веков.
- 0,41 а. е. от Земли 21 июля 1902 года;
- 0,05 а. е. от Земли 30 сентября 1919 года;
- 0,18 а. е. от Земли 2 ноября 1949 года;
- 0,44 а. е. от Земли 20 июля 1962 года;
- 0,09 а. е. от Земли 30 октября 1979 года;
- 0,47 а. е. от Земли 20 июля 1992 года;
- 0,05 а. е. от Марса 24 ноября 1992 года;
- 0,06 а. е. от Марса 20 апреля 2005 года;
- 0,38 а. е. от Земли 19 ноября 2009 года;
- 0,40 а. е. от Земли 20 июля 2022 года;
- 0,11 а. е. от Земли 31 октября 2039 года;
- 0,35 а. е. от Земли 28 Июля 2052 года;
- 0,40 а. е. от Земли 24 ноября 2069 года;
- 0,11 а. е. от Земли 18 августа 2082 года.